# سارک (جزیره)
جزیره سارک (به انگلیسی: Sark)، نام یک جزیرهٔ کوچک در شمال غربی فرانسه و جنوب انگلستان است. این جزیره که دارای مساحتی حدود ۵٬۵ کیلومتر مربع است، جمعیتی کمتر از ۷۰۰ نفر دارد. مردم سارک به زبان‌های انگلیسی و فرانسوی تکلم می‌کنند. این جزیره از نظر سیاسی از بریتانیا تابعیت می‌کند.
به‌دلیل نبود ایستگاه سوخت در این جزیره، همه فعالیت‌های حمل و نقلی با دوچرخه یا به کمک چارپایان صورت می‌گیرد.
این جزیره در سده‌های گذشته محل زندگی دزدان دریایی بوده است.

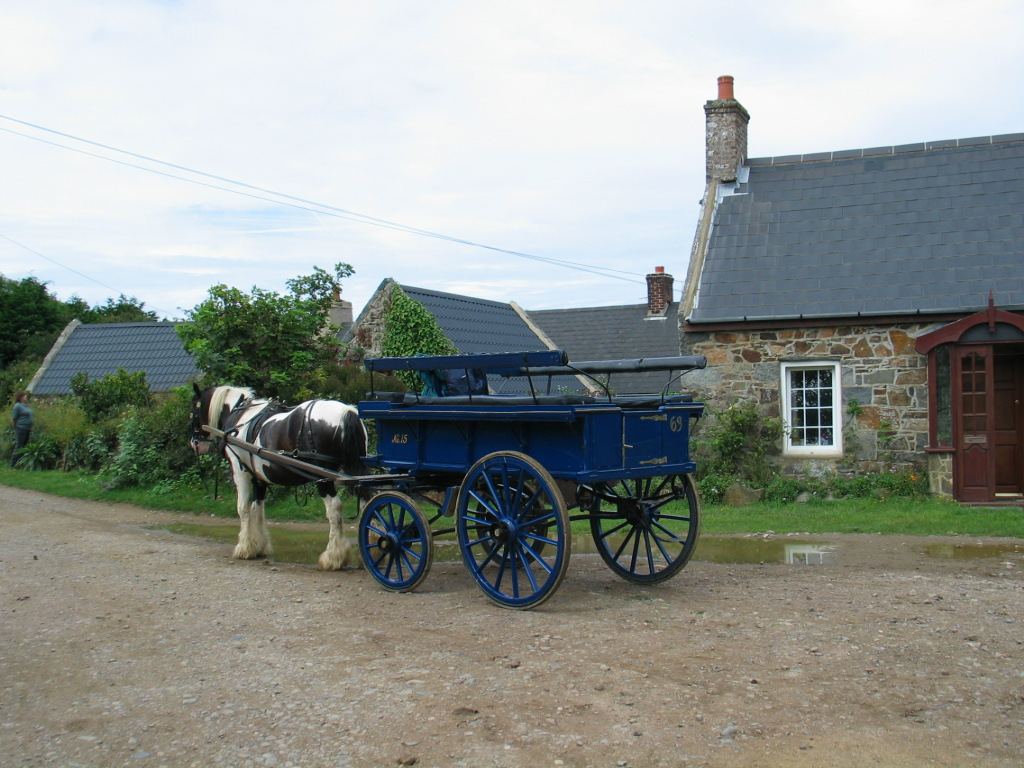
استفاده از درشگه در سارک مرسوم است